# Прапор Виноградаря
Пра́пор Виногра́даря — геральдичний символ населених пунктів Виноградарської сільської ради Роздільнянського району Одеської області (Україна): Виноградар, Будячків, Вакулівки, Миколаївки, Новоградениці, Новодмитрівки Другої та Молдованки. Прапор затверджений рішенням Виноградарської сільської ради.

## Опис
Прапор являє собою прямокутне полотнище з вертикальним кріпленням.
- Блакитний колір — це символ миру, спокою, чистоти помислів, духовності.
- Жовтий колір — це добробут.
- Колос — це символ багатства краю.
- Виноград — символ достатку.